# Acropora rudis
Acropora rudis är en korallart som först beskrevs av Rehberg 1892.  Acropora rudis ingår i släktet Acropora och familjen Acroporidae. IUCN kategoriserar arten globalt som starkt hotad. Inga underarter finns listade i Catalogue of Life.